# اوسترا بیسپگاردن
اوسترا بیسپگاردن (به سوئدی: Östra Bispgården) یک منطقهٔ مسکونی در سوئد است که در بخش راگوندا واقع شده‌است. اوسترا بیسپگاردن ۱٫۴۸ کیلومتر مربع مساحت و ۲۷۹ نفر جمعیت دارد.